# Кузнецов, Николай Гаврилович
Кузнецов Николай Гаврилович (26 января 1897, Москва — 1 апреля 1942, Ленинград) — гардемарин, инженер-механик, военинженер 1-го ранга, преподаватель, ученый (специалист по котлам и механизмам), кандидат наук. Организатор учебного процесса изучения математики и механики и первый начальник кафедр математики и механики, начальник механического факультета в Военно-морском инженерном училище им. т. Дзержинского.

## Биография

### Учеба и первые годы службы
В 1908 г. окончил Московское городское училище, в 1915 г. окончил с золотой медалью Московское Набилковское Коммерческое училище. 7.11.1915 г. поступил на механический отдел Морского инженерного училища императора Николая I (г. Кронштадт), гардемарин. С 1916 г. старший гардемарин. Окончил училище со званием инженер-механика (15.05.1919). Инженер-механик э/м «Гайдамак» (3.07.1919-3.03.1922), в 1919 году принимал участие в отражении наступления Юденича на Петроград. Слушатель машиностроительного факультета Военно-морской академии (7.03.1922-10.07.1926). В 1924—1926 гг. секретарь Механической подсекции Военно-морского научного общества при Военно-морской академии. По окончании академии назначен котельным механиком л/к «Октябрьская Революция» (24.08.1926), а затем заведующим всей котельной частью (29.09.1926), командир 8 роты (15.10.1926).

### Служба в Военно-морском инженерном училище им. т. Дзержинского
С 29.10.1926 г. по 29.08.1937 г. штатный преподаватель прикладной механики и математики в Военно-морском инженерном училище им. т. Дзержинского (ВМИУ). В 1927—1930 гг. секретарь Научно-технического кружка ВМИУ. В 1931—1932 гг. организатор и начальник Кафедры математики и механики.
С 25.01.1932 г. начальник Механического факультета и с 10.07.1932 г. командир Электромеханического сектора, одновременно начальник кафедры.
В 1933 г. начальник Учебно-планового отдела и одновременно начальник кафедры.
С 04.1933 г. по 29.08.1937 г. начальник Кафедры математики. 9.4.1934 г. присвоена 10 категория (высший комсостав), 29.08.1937 г. уволен в запас в звании военинженера 1-го ранга.

### Научно-преподавательская работа после увольнения в запас
С 1938 г. старший инженер Центрального Научного-исследовательского института водного транспорта. С 1939 г. преподаватель Кораблестроительного факультета Ленинградской Промышленной Академии им. И. В. Сталина. 21.06.1941 года защитил диссертацию на учёную степень кандидата технических наук. С 28.06.1941 года зам. декана Машфака Ленинградского кораблестроительного института. Умер  1.4.1942 года в Ленинграде, похоронен в общей могиле на Пискарёвском кладбище.

## Семья
Родители — Кузнецов Гавриил Филиппович (1872-?) и Кузнецова Анна Кирилловна (?-1932) — происходят из крестьян Тверской губернии. Жена — Кузнецова (Дурдина) Ксения Ивановна (1898—1956), сын — Кузнецов Олег Николаевич (1926—2005; полковник медицинской службы, доктор медицинских наук, специалист в области авиационной и космической психологии).